# Mazowiecki Szpital Onkologiczny w Wieliszewie
Mazowiecki Szpital Onkologiczny - szpital położony w Wieliszewie k/ Legionowa. 
Zgodnie z profilem szpital udostępnia różne metody leczenia nowotworów: chirurgiczne, radioterapie, chemioterapie, ambulatoryjną opiekę specjalistyczną, profilaktyczne programy zdrowotne. Placówka rozpoczęła działalność 4 stycznia 2010 r.. Jego właścicielem jest Uczelnia Medyczna im. Marii Skłodowskiej-Curie. Dysponuje 175 łóżkami szpitalnym, 9 łóżkową salą pooperacyjną, 4 salami operacyjnymi oraz 10 łóżkowym Oddziałem Anestezjologii i Intensywnej Terapii. W swej strukturze posiada również Zakład Radioterapii, wyposażony w 4 akceleratory, Pracownię Brachyterapii wyposażoną w HDR, Zakład Diagnostyki Obrazowej oraz Zakład Diagnostyki Laboratoryjnej.

## Oddziały
- Oddział Onkologiczny
- Pododdział Chirurgii Onkologicznej
- Pododdział Urologii
- Pododdział Chirurgii Ogólnej
- Pododdział Radioterapii
- Oddział Anestezjologii i Intensywnej Terapii
- Zakład Radioterapii
- Zakład Diagnostyki Obrazowej
- Zakład Diagnostyki Laboratoryjnej
- Pracownia Endoskopii
- Blok Operacyjny
- Poradnie Specjalistyczne